# خوسيه غونزالو رودريغيز غتشا
خوسيه غونزالو رودريغيز غتشا (بالإسبانية: José Gonzalo Rodríguez Gacha)‏ (14 مايو 1947 - 15 ديسمبر 1989)،
يلقب بـ المكسيكي، وهو بارون مخدرات كولومبي وعضو هام في كارتل ميديلين بجانب الأخوين أوتشوا وبابلو إسكوبار. وهو من عائلة متواضعة، جمع ثروته التي لا تقدر بثمن خلال عقد 1970 وأوائل عقد 1980 من خلال تهريب الكوكايين إلى أمريكا الوسطى والشمالية. في ذروة مهنته الإجرامية أصبح أحد انجح تجار المخدرات في العالم. بعد إنشاء الكارتل في عام 1976، اعتبرته وسائل الإعلام الكولومبية بزعيم الجناح العسكري لتلك المنظمة ووزير الحرب. ويقدر عدد القتلى على يديه أكثر من ألف قتيل. وفي عام 1988، أدرجته مجلة فوربس في قائمته السنوية لأصحاب المليارات في العالم.